# Chorodna ochreimacula
Chorodna ochreimacula là một loài bướm đêm trong họ Geometridae.